# Viddalba
Viddalba là một đô thị ở tỉnh Sassari trong vùng Sardinia, có khoảng cách khoảng 190 km về phía bắc của Cagliari và cách khoảng 35 km về phía đông bắc của Sassari. Tại thời điểm ngày 31 tháng 12 năm 2004, đô thị này có dân số 1.679 người và diện tích là 48.8 km².
Viddalba giáp các đô thị: Aggius, Badesi, Bortigiadas, Santa Maria Coghinas, Trinità d'Agultu e Vignola, Valledoria.